# Wild Cowboys
Albums de Sadat X
The State of New York vs. Derek Murphy
(2000)
Singles
1. Hang 'Em High
Sortie : 1996
2. The Lump Lump
Sortie : 1996

Wild Cowboys est le premier album studio de Sadat X, sorti le 16 juillet 1996.
L'album s'est classé 13e au Top R&B/Hip-Hop Albums et 83e au Billboard 200.

## Liste des titres
| No  | Titre                                                                                  | Contient un (des) sample(s) de                                             | Durée |
| --- | -------------------------------------------------------------------------------------- | -------------------------------------------------------------------------- | ----- |
| 1.  | The Lump Lump (Produit par Buckwild)                                                   | Tell Me de Groove Theory Blind Alley des Emotions                          | 3:55  |
| 2.  | Wild Cowboys (Produit par Diamond D)                                                   | Mascaram Setaba de Mulatu Astatke                                          | 4:38  |
| 3.  | Sauce for Birdheads (featuring Shawn Black – Produit par DJ Ogee)                      |                                                                            | 4:03  |
| 4.  | Open Bar (featuring Grand Puba – Produit par Alamo)                                    | Invitation de Cal Tjader The Mixed Up Cup de Clyde McPhatter               | 4:35  |
| 5.  | Hang 'Em High (featuring D.V. Alias Khrist – Produit par Ali Malek)                    | The Good, the Bad, and the Ugly (Main Title) d'Ennio Morricone             | 4:00  |
| 6.  | Do It Again (Produit par Minnesota)                                                    |                                                                            | 4:02  |
| 7.  | Game's Sober (featuring Money Boss Players et Sha Sha – Produit par Ant Greene Father) | Standing Right Here de Melba Moore Louisiana Blues du Climax Blues Band    | 4:35  |
| 8.  | Smoking on the Low (featuring D.V. Alias Khrist et Shawn Black – Produit par Buckwild) | The Bus de Solomon Burke                                                   | 4:42  |
| 9.  | Petty People (featuring Shawn Black – Produit par Diamond D)                           | Song of Innocence de David Axelrod Midnight Theme de Manzel                | 4:26  |
| 10. | The Interview (featuring Regina Hall – Produit par Da Beatminerz)                      | Ike's Mood / You've Lost That Loving Feeling d'Isaac Hayes                 | 3:23  |
| 11. | Stages and Lights (Produit par Showbiz)                                                | I Don't Want to Leave You, I Just Came to Say Good-Bye de Shawn Phillips   | 4:15  |
| 12. | Move On (Produit par Diamond D)                                                        | You're Getting a Little Too Smart des Detroit Emeralds                     | 4:35  |
| 13. | The Funkiest (Produit par Dante Ross et Sadat X)                                       | Lovin' You de Minnie Riperton Four Play de Fred Wesley and the Horny Horns | 4:30  |
| 14. | Escape from New York (featuring Dedi – Produit par Pete Rock)                          | Ralph's New Blues du Modern Jazz Quartet Sorcerer of Isis de Power of Zeus | 4:10  |
| 15. | The Hashout (featuring Cool Chuck, Shawn Black et Tec – Produit par DJ Ogee)           |                                                                            | 4:28  |